# Joseph Gaspard Corporandi d'Auvare
Joseph Gaspard de Corporandi d’Auvare, né le 1er juin 1722 à la Croix-sur-Roudoule et mort le 1er mai 1804 à Entrevaux, est un général français sous Louis XVI, puis sous la Révolution française.

## Biographie
Après s'être dédié avec succès aux études mathématiques, entre comme volontaire (1745) dans le corps du génie de l'Armée française et prend part à la guerre de Succession d'Autriche, où il assiste au combat de Bassignana et aux sièges de Tortone, Alexandrie, Valence et Casal ; à ce dernier siège, il reçoit une très grave blessure. Il a été, entretemps, nommé sous-lieutenant et lieutenant au régiment d'Aquitaine et, après la guerre, est versé dans le corps des ingénieurs (1750) où il atteint quelques années après le grade de capitaine (1754).
Depuis cette époque jusqu'au 9 mars 1788, date de sa nomination au grade de maréchal de camp, nous ne le suivrons pas dans tous les grades qu'il parcourut, mais nous le retrouverons au camp de Beaucaire, où sa conduite lui mérite les bienfaits du gouvernement ; en Westphalie et sur le Rhin, où il se couvre de gloire ; à l'île d'Oléron, menacée par les Anglais ; dans le Kessel et sur le Main et enfin dans les campagnes corses, où il sait montrer beaucoup de talent, d'intelligence et de courage.
Il a reçu la croix de Saint-Louis dès l'année 1770. Aux débuts de la Révolution, le général d'Auvare jouit à Entrevaux d'un repos bien gagné, lorsqu'il est, par décret du gouvernement révolutionnaire, nommé général de division et mis à la tête de la division des Pyrénées-Orientales. Il se trouve ainsi, à soixante-dix-ans, engagé dans la campagne contre les Espagnols. Ceux-ci ayant renoncé à attaquer, il retourne à son village natal de la Croix et y vit jusqu'à sa mort, confirmé dans son grade par Napoléon Ier. Pour honorer de façon durable la mémoire du général d'Auvare, le gouvernement français a donné son nom à la caserne de Riquier, à Nice.

## États de service
Enrôlé en 1745, il devient officier du génie en 1750. Il combat en Italie et en Westphalie durant les guerres du règne de Louis XV. Il est fait chevalier de Saint-Louis le 13 novembre 1770, et obtient le grade de maréchal de camp le 9 mars 1788.
À la retraite, il est rappelé sous la Révolution, est promu général de division en 1793 et commande à l’armée des Pyrénées-Orientales.
Il meurt le 1er mai 1804  à Entrevaux.
Une caserne et un parc de la ville de Nice portent son nom.